# المحكمة الجزائية المتخصصة (السعودية)
المحكمة الجزائية المتخصصة هي هيئة قضائية شرعية تتولى النظر في محاكمة الموقوفين والمتهمين في قضايا الإرهاب وقضايا الأمن الوطني والجرائم المرتبطة به، والنظر في دعاوى إلغاء القرارات والتعويض المتعلقة بتطبيق أحكام نظام جرائم الإرهاب وتمويله الصادر بالمرسوم الملكي رقم (م/16) بتاريخ 24 صفر 1435 هـ بناءً على المادة الثامنة من ذات النظام. تأسست في المملكة العربية السعودية بتاريخ 2 صفر 1430 هـ الموافق 29 يناير 2008م، وتتوزع أفرعها على جميع محافظات ومناطق المملكة.

## قضايا من اختصاص المحكمة الجزائية
يتشارك معظم المدانين في هذه المحاكم بتهم من أشهرها، الانتماء لجماعات أو تنظيمات متطرفة وإرهابية، أو تمويل ودعم الأعمال والمنظمات الإرهابية، واعتناق المنهج التكفيري المخالف للتعاليم الإسلامية وانتهاج منهج الخوارج في الجهاد، والمساس بالنظام العام، إضافة إلى تمويل وتزعم المظاهرات أو ما يدعو إلى إثارة الفوضى والإخلال بالنظام، وتهريب أو حيازة أو شراء الأسلحة والقنابل لاستخدامها في الإخلال بالأمن الداخلي، والتجسس لصالح دول أخرى ضد المملكة العربية السعودية.

## دوائر المحكمة الجزائية المتخصصة
- دوائر قضايا القصاص والحدود.
- دوائر القضايا التعزيرية.
- دوائر قضايا الأحداث.

## احصائية المحاكم
اعلنت وزارة العدل السعودية في مايو 2013 أن المحكمة الجزائية المتخصصة يشرف عليها حاليا 17 قاضيا ونظرت منذ إنشائها حتى الآن في (1514) قضية وأن عدد المتهمين المحالين للمحكمة بلغ (4980) متهماً، وعدد المحكومين (2145) محكوماً، وعدد المتهمين الذين لا زالت قضاياهم تحت النظر (2800).